# Вукашин Беновић
Вукашин Беновић (Бијељина, 31. јул 1986) је професионални босанскохерцеговачки фудбалер српског порекла. Игра на позицији одбрамбеног играча. Тренутно наступа за фудбалски клуб Младост Добој Какањ.
Претходно је играо за клубове ФК Рудар Угљевик, ФК Славија Источно Сарајево, ФК Борац Бања Лука, ФК Младост Велика Обарска и НК Металеге БСИ.

## Трофеји
- ФК Борац Бања Лука
  - Шампион Премијер лиге Босне и Херцеговине: 2010/11.